# Jean-Charles Gervaise de Latouche
Jean-Charles Gervaise de Latouche (Amiens 26 de noviembre de 1715 - 28 de noviembre de 1782) fue un escritor francés.
Abogado en el Parlamento de París, fue secretario de Lambotte, miembro correspondiente de la Academia de Bellas Letras, Ciencias y Artes de La Rochelle desde 1757 y escritor libertino. Se le atribuyen las obras literarias Mémoires de Mademoiselle de Bonneval (1738) y la famosa Histoire de Dom Bougre, portier des Chartreux (1741), denuncia anticlerical de la lujuria de los monjes y su vida licenciosa, escrita al dictado de los enciclopedistas franceses de la Ilustración. El autor se presenta como un filósofo del sensismo:
El placer es de natural vivo y alegre. Si fuera posible compararlo con algo, lo compararía con esos fuegos fatuos que surgen repentinamente de la tierra, y que se desvanecen en el momento en que el ojo, aturdido por el fulgor de la luz, intenta dar con su causa. Sí, realmente, así es el placer: se muestra y escapa. ¿Lo has visto? No. Las sensaciones que ha excitado en tu alma han sido tan vivas, tan rápidas, que, anonadada por la fuerza de su impulso, se encuentra incapaz de conocerlo. El único modo de engañarlo, de fijarlo, de forzarlo a permanecer contigo, es jugar con él, llamarlo, contemplarlo, dejarlo escapar, volverlo a llamar, dejarlo huir de nuevo para volverlo a encontrar entregándote por completo a sus transportes.
La primera edición va acompañada de 18 grabados obscenos. La obra se construye como una iniciación al sexo. El personaje principal, Dom Bougre, encubre a uno real, el famoso abate Desfontaines, quien, acusado de sodomía, pasó largo tiempo en prisión en 1724 y luego marchó al exilio. La novela se reimprimió en 1778 como Mémoires de Saturnin (Paris, Cazin), por el pícaro personaje del mismo nombre, que es el narrador, ilustrado por Paul Avril y François-Rolland Elluin. La obra es quizá el título pornográfico más famoso del siglo XVIII y unos cuantos distribuidores de la obra fueron llevados a la Bastilla en 1741 como presuntos autores de la misma. Es posible también que Gervaise escribiera Lyndamine, ou, L'optimisme des pays chauds (1778).

## Obras
- Mémoires de Mademoiselle de Bonneval écrits par M***, 1738
- Histoire de Dom Bougre, portier des Chartreux, écrite par lui-même, Arlés, Actes Sud, 1993 ISBN 2-7427-0029-3